# سفارة نيبال في لندن
سفارة نيبال في لندن هي البعثة الدبلوماسية لنيبال في المملكة المتحدة.
شيد المبنى في 1863-1865 لصمويل مورتون بيتو من قبل المهندس المعماري جيمس موراي وهو مبنى مصنف من الدرجة الثانية. في عام 2013، كانت هناك شائعات بأن الحكومة النيبالية كانت تتطلع إلى بيع السفارة مقابل 100 مليون جنيه إسترليني متوقع، مشيرة إلى التكلفة الهائلة لأعمال الإصلاح الأساسية؛ تسبب هذا في غضب الجالية النيبالية في بريطانيا.

## معرض صور

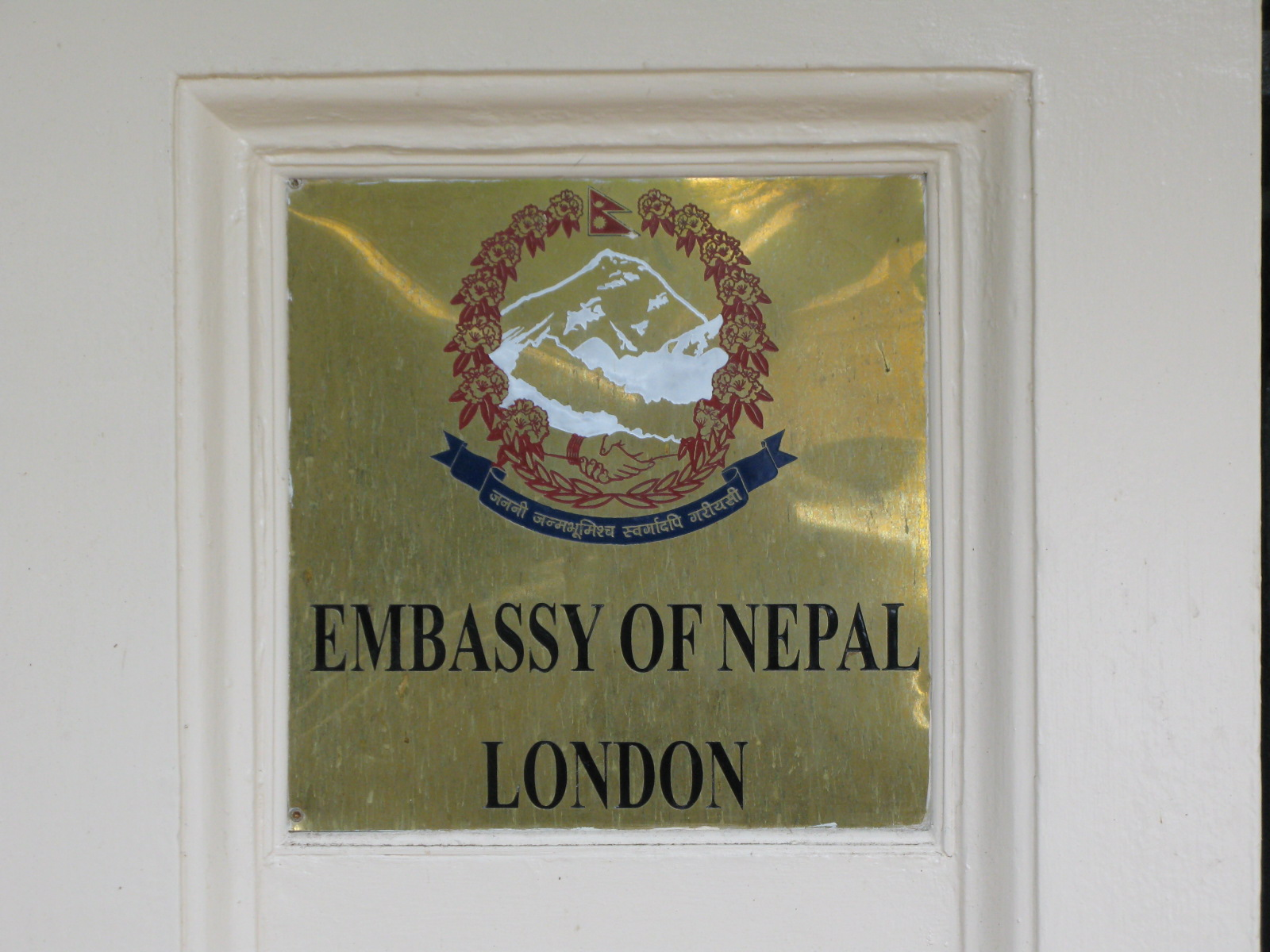
لوحة خارج السفارة تصور شعار نيبال
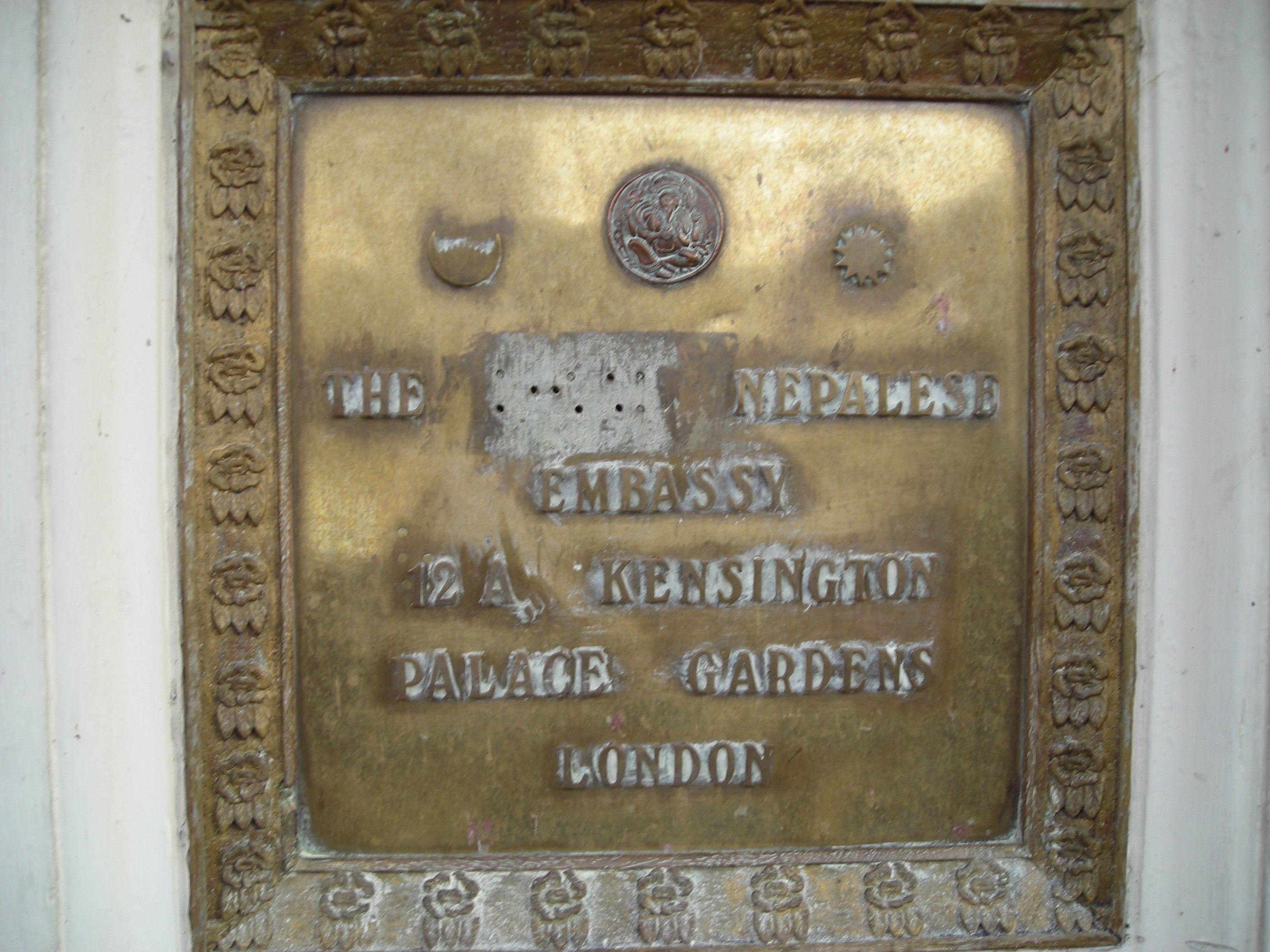
لوحة خارج السفارة في عام 2006 بعد وقت قصير من توقيع اتفاقية السلام الشامل التي ألغت الملكية النيبالية  [لغات أخرى]‏

## روابط خارجية
- موقع رسمي